# Мерапи
Гунунг Мерапи (Gunnung Merapi; от индонезийски Gunnung – планина, merah – червено, api – огън) е най-големият активен стратовулкан на остров Ява в Индонезия, разположен на 26 километра север-североизточно от древния град Джокякарта.
Висок е 2914 метра и е на 400 хил. години. Последното му изригване започва на 26 октомври 2010 г. Силни изригвания стават средно на всеки 7 години, а малки – средно 2 пъти годишно. Вулканът дими почти всеки ден.

## Общи сведения
Вулканът се намира в гъсто населен район, в близост до историческите обекти Боробудур и Прамбанан. В околностите живеят над 1 милион души, предимно в град Джокякарта, както и десетки хиляди по склоновете и в полите на планината. Някои от селищата достигат до 1700 метра.
Мерапи е част от многобройните вулкани в Индонезия. Причислява се към тихоокеанския огнен пръстен. Огненият пръстен е област в тихия океан с чести земетресения и вулканични изригвания. Активните вулкани в пръстена са 128.
В миналото Мерапи често е изхвърлял газ и е предизвиквал свличания на кални маси. През 1006 г. в резултат на силно изригване е унищожено яванско-индийското царство Матарам. От 1548 г. насам са наблюдавани 70 подобни изригвания Едно от най-разрушителните разрушения е регистрирано през 1673 г., когато са унищожени няколко града и множество села в подножието на вулкана. През 19 век са регистрирани 9 изригвания, а през 20 век -13.
Типични за този вулкан са белите облаци, които достигат температура 700 °C и височина приблизително 8 километра. Най-смъртоносното изригване на Мерапи през 20 век е през 1930 г., когато са загинали близо 1400 души. През 1974 г. са унищожени 2 селища, а през 1975 г. – голямо селище и 5 моста, с 29 загинали. Изригването му през 1994 г. отнема повече от 60 човешки живота. Евакуирани са около 6000 души. От лятото на 2005 г. вулканът отново показва висока активност и изригва през май и юни 2006 г.
Изригването на 26 октомври 2010 г. за 10 дена отнема живота на 138 души, като са евакуирали около 75 000 души от опасните райони.. До 23 ноември жертвите достигат 322 души.
За населението на Ява планината Мерапи е свещено място. То е едно от 4-те места, където са се правели жертвоприношения за умилостивяване на духа на острова. Точно до самия вулкан има много гробове на загинали туристи и вулканолози.
Във високите части на вулкана живее 79-годишен духовник и мъдрец, който твърди, че разбира духовете и демоните на Мерапи и узнава от тях дали вулканът ще изригне. Местните жители слушат неговите съвети и се доверяват повече на него, отколкото на учените. Голяма част от жителите на Ява вярват в съществуването на демони и духове.

## Изригвания

### От 1992 до 2002
Вулканът започва да става особено активен и да изригва от началото на 1992 до 2002 г. Някои от тези изригвания нанасят големи щети и предизвикват смъртта на много хора. През 1994 г. при неочаквано изригване умират над 60 души.
В играта тайните досиета 2: Poritas Cordis ав средата на нощта Сам Петърс е отвлечена от членове на Пуритас Кордис лагера запален по късно Пуритас Кордис преднамерено предизвикват изригването на Вулкана.

### 2006
От лятото на 2005 г. учените забелязват повишена активност на Мерапи. Трусовете и повишената сеизмичност се повтарят на интервали и стават все по-чести. През април 2006 г. хората, живеещи наблизо, са принудени да се евакуират. На 19 април същата година излизащият от кратера пушек достига 400 метра височина. В началото на май Мерапи започва да бълва прах, лава и дим. По същото време около 5000 души напускат домовете си.
На 27 май силно земетресение с магнитуд 6,3 по скалата на Рихтер разтърсва региона. Загиналите са над 2700. Въпреки земетресението от Мерапи не изригва лава, а гъсти облаци дим, заемащи повече от 3 километра.
Последното изригване на вулкана е на 6 юни, но този път то е съпроводено с много лава. На същия ден са евакуирани около 11 000 души от региона. Някои от камъните, изхвърлени от кратера, имат температура от 500 °C. В магмения купол на вулкана има около 4 милиона кубически метра лава. Учените се опасяват, че той може да рухне и изригванията да станат далеч по-мощни.

### 2010
Вулканът навлиза във фаза на изригване на 26 октомври и в продължение на 10 дена не показва признаци на успокояване. Потоците лава се издигат до 8 км височина и се разливат на 9 км по склоновете на вулкана. Обявена е 15-километрова забранена зона около вулкана. 
Само за 1 нощ на 5 ноември пирокластичният поток с температура 750 градуса опича над 78 души в село, отдалечено на 15 км от вулкана, като общият брой на загиналите от началото на изригването достига 138 души. Вулканът бълва гореща пепел, лава и магмени скали, които се спускат по хълма с над 100 км/ч. и покриват улиците с 30 см вулканична пепел. Властите разширяват периметъра за сигурност около Мерапи на 20 километра. 
Броят на жертвите до 17 ноември достига 273 души, а броят на евакуираните жители, живеещи във временни лагери, достига 300 000 души. Изригването в нощта на 5 ноември се оценява като най-силното от 1872 г. и 6 пъти по-мощно от пробуждането му на 26 октомври. Тътенът е чут в радиус от 30 км от кратера. Вулканът продължава да бъде заплаха въпреки вече значителното намаляване на вулканичната дейност. На 23 ноември жертвите достигат 322 души.

## Национален парк
През 2004 г. около вулкана Мерапи на площ от 6410 хектара е създаден национален парк. Решението на Министерството на горите впоследствие е било оспорено в съда от Индонезийския форум за околна среда (неправителствена организация, част от международната мрежа „Приятели на Земята“) поради липса на консултации с местните жители при взимането на това решение. При изригването на вулкана през 2006 г. много жители са били склонни да напуснат поради опасение, че техните жилища ще бъдат конфискувани поради разширяване на националния парк.

## Паметници под Мерапи
- Будисткият храм Борободур е построен през 750 – 850 г. на 40 км от град Джокякарта. Преди около 1000 г. паметникът е изоставен, забравен и покрит с пепел, изхвърлена от вулкана Мерапи. Преоткрит е през 1814 г.
- Храмове на Прамбанан
- Царски дворец на Рату Боко